# 조지 아리요시
조지 아리요시(조지 료이치 아리요시, 영어: George Ryoichi Ariyoshi, 일본어: 有吉良一, 1926년 3월 12일)는 미국의 정치인이다. 그는 민주당의 일원이다.
그는 일본에서 이민을 온 부모에게서 하와이 호놀룰루에서 태어났으며 1944년에 맥킨리 고등학교를 졸업하였다. 제2차 대전이 끝나가자 그는 일본의 미군 육군 첩보부(U.S. Army Military Intelligence Service)에 통역가로 활동하였다. 그 뒤 하와이 대학교에 머물다가 미시간 주립 대학교로 편입하였다. 이 학교에서 1949년에 학사 학위를 받아 졸업하였다.
아리요시는 진 미야 하야시(Jean Miya Hayashi)와 1955년에 하와이 호놀룰루에서 결혼하였다. 1957년에는 린(Lynn)이라는 딸을, 1959년에는 아들 료조를, 1961년에는 아들 돈을 낳았다.

## 참조
- Ariyoshi, Wife Detained in Dispute with Customs" (Honolulu Advertiser 05-28-87)
- (resigned from FHB to spare them "any embarrassment")(Honolulu Advertiser 06-19-87)
- (pays $11,389.00 fine)(Honolulu Advertiser 11-28-87)

## 역대 선거 결과
| 선거명      | 직책명                  | 대수 | 정당   | 득표율 | 득표수    | 결과 | 당락                 |
| ----------- | ----------------------- | ---- | ------ | ------ | --------- | ---- | -------------------- |
| 1959년 선거 | 상원의원 (하와이 제5부) | 1대  | 민주당 | 20.00% | 1표       | 1위  | 하와이 주의원 당선   |
| 1962년 선거 | 상원의원 (하와이 제5부) | 2대  | 민주당 | 20.00% | 1표       | 1위  | 하와이 주의원 당선   |
| 1964년 선거 | 상원의원 (하와이 제5부) | 3대  | 민주당 | 20.00% | 1표       | 1위  | 하와이 주의원 당선   |
| 1966년 선거 | 상원의원 (하와이 제5부) | 4대  | 민주당 | 25.00% | 1표       | 1위  | 하와이 주의원 당선   |
| 1970년 선거 | 하와이 부주지사         | 4대  | 민주당 | 57.65% | 137,812표 | 1위  | 하와이 부주지사 당선 |
| 1974년 선거 | 하와이 주지사           | 3대  | 민주당 | 54.58% | 136,262표 | 1위  | 하와이 주지사 당선   |
| 1978년 선거 | 하와이 주지사           | 3대  | 민주당 | 54.48% | 153,394표 | 1위  | 하와이 주지사 당선   |
| 1982년 선거 | 하와이 주지사           | 3대  | 민주당 | 45.23% | 141,043표 | 1위  | 하와이 주지사 당선   |